# Bisdom Hoima

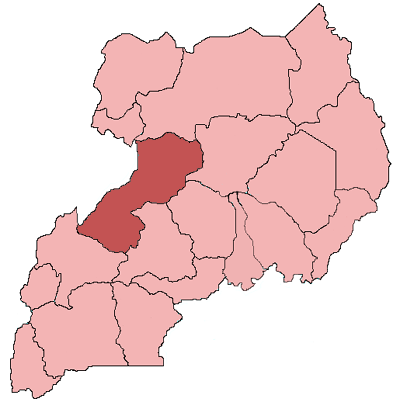
Het bisdom Hoima binnen Oeganda

Het bisdom Hoima (Latijn: Dioecesis Hoimana) is een rooms-katholiek bisdom met als zetel Hoima in Oeganda. Het is een suffragaan bisdom van het aartsbisdom Mbarara. Het bisdom werd opgericht in 1965. De hoofdkerk is de Onze-Lieve-Vrouw van Lourdeskathedraal.
In 2019 telde het bisdom 46 parochies. Het bisdom heeft een oppervlakte van 17.200 km². Het telde in 2019 2.094.000 inwoners waarvan 51,9% rooms-katholiek was. 

## Bisschoppen
- Cipriano Biyehima Kihangire (1965-1968)
- Albert Edward Baharagate (1969-1991)
- Deogratias Muganwa Byabazaire (1991-2014)
- Vincent Kirabo Amooti (2015-)